# Vellozia
Vellozia är ett släkte av enhjärtbladiga växter. Vellozia ingår i familjen Velloziaceae.

## Bildgalleri

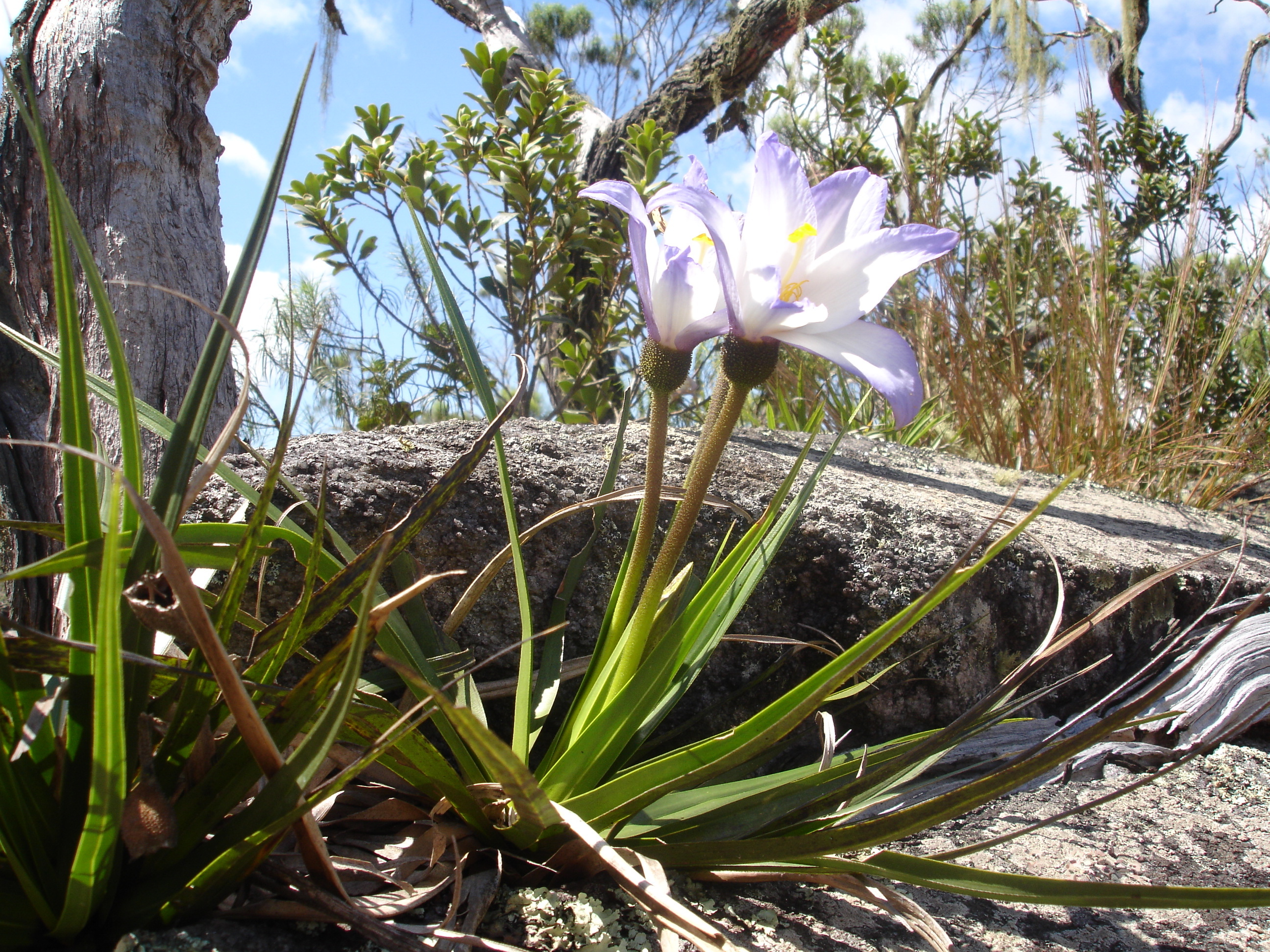
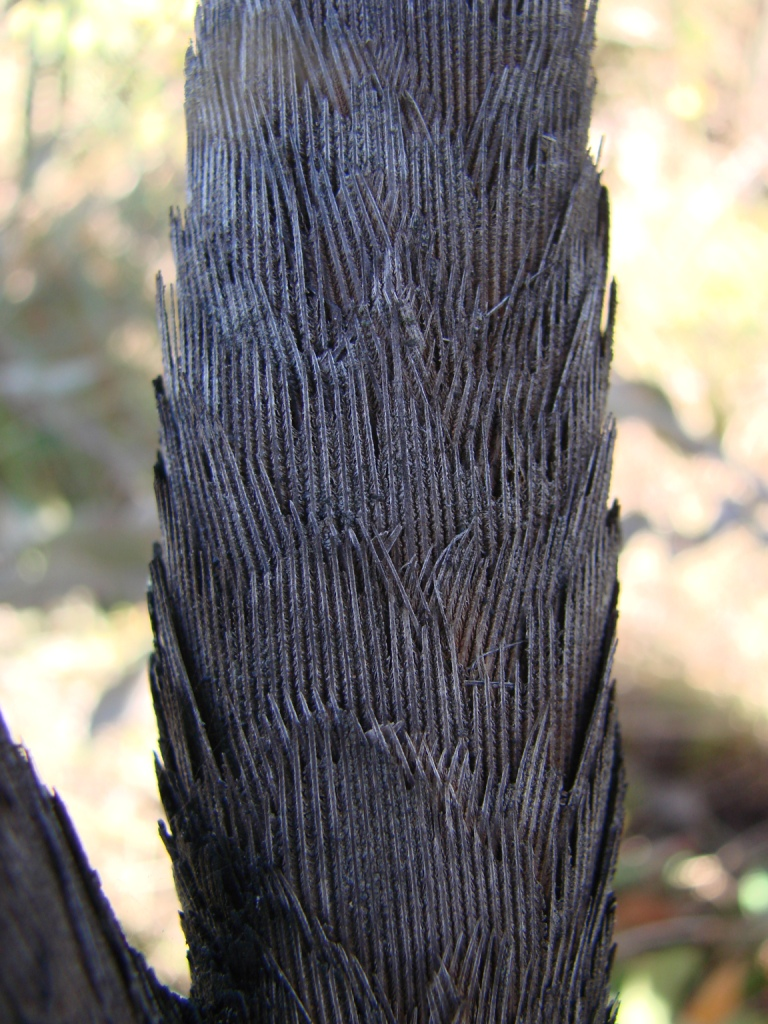
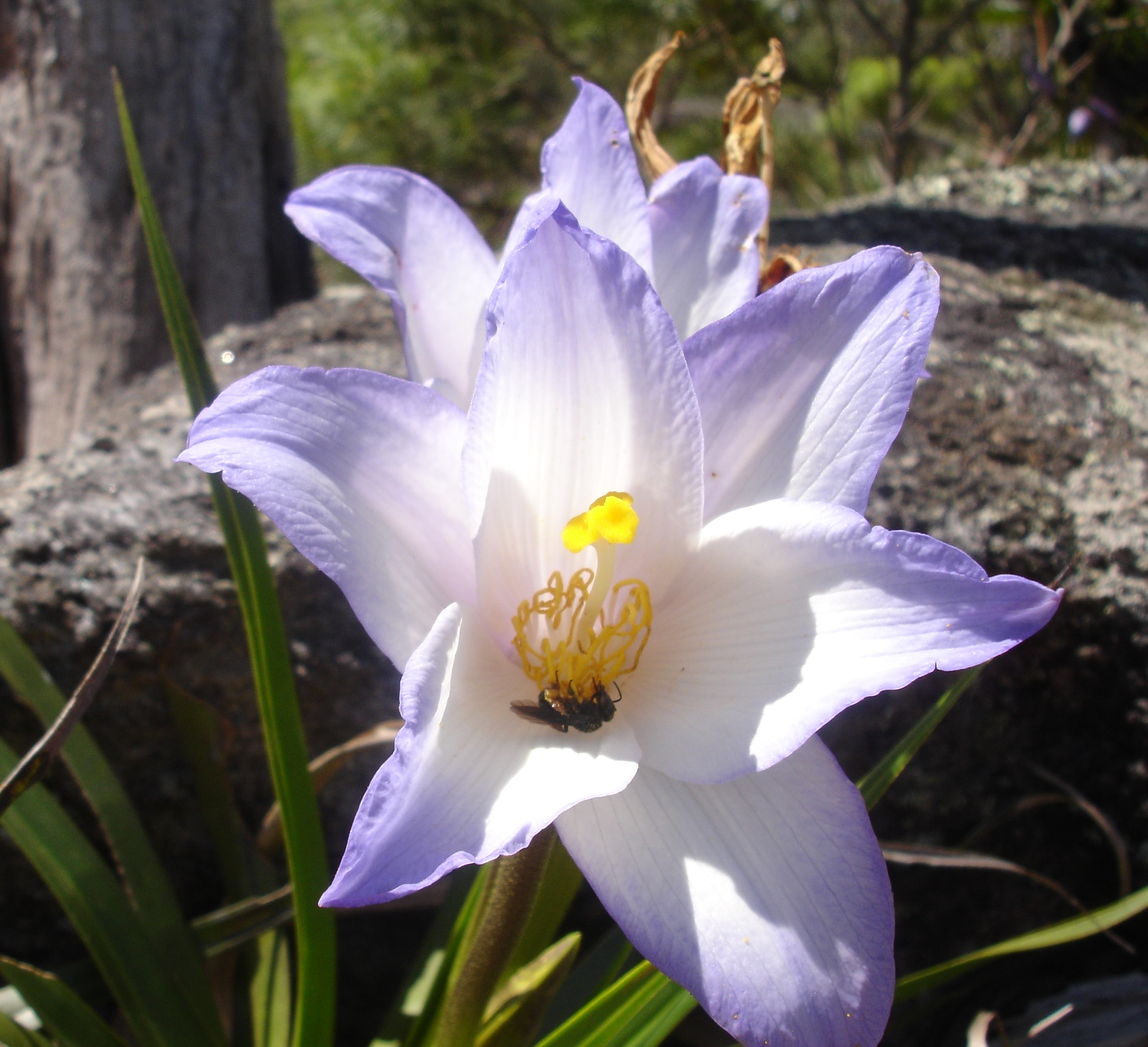
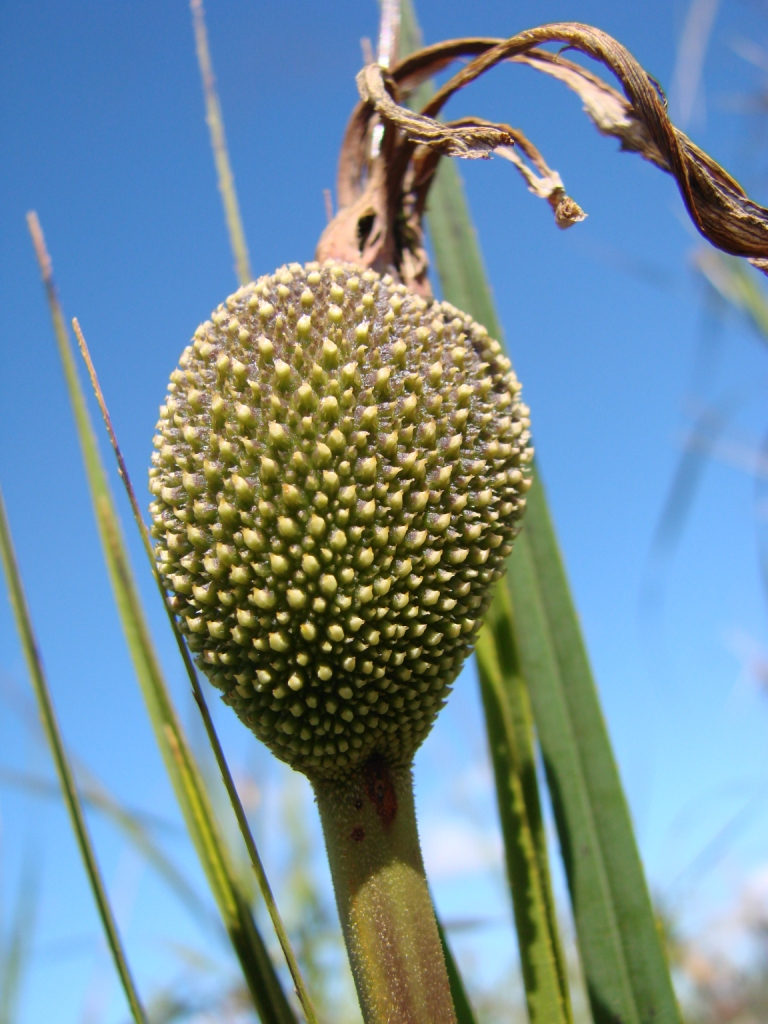

## Dottertaxa tillVellozia, i alfabetisk ordning[1]
- Vellozia abietina
- Vellozia alata
- Vellozia albiflora
- Vellozia aloifolia
- Vellozia alutacea
- Vellozia andina
- Vellozia angustifolia
- Vellozia arenicola
- Vellozia armata
- Vellozia asperula
- Vellozia auriculata
- Vellozia bahiana
- Vellozia barbaceniifolia
- Vellozia barbata
- Vellozia bicarinata
- Vellozia blanchetiana
- Vellozia brachypoda
- Vellozia bradei
- Vellozia brevifolia
- Vellozia breviscapa
- Vellozia bulbosa
- Vellozia burle-marxii
- Vellozia caespitosa
- Vellozia campanuloides
- Vellozia canelinha
- Vellozia capiticola
- Vellozia caput-ardeae
- Vellozia caruncularis
- Vellozia castanea
- Vellozia caudata
- Vellozia ciliata
- Vellozia cinerascens
- Vellozia compacta
- Vellozia coronata
- Vellozia costata
- Vellozia crinita
- Vellozia crispata
- Vellozia cryptantha
- Vellozia dasypus
- Vellozia decidua
- Vellozia declinans
- Vellozia echinata
- Vellozia epidendroides
- Vellozia exilis
- Vellozia fibrosa
- Vellozia fimbriata
- Vellozia froesii
- Vellozia fruticosa
- Vellozia furcata
- Vellozia geotegens
- Vellozia gigantea
- Vellozia glabra
- Vellozia glandulifera
- Vellozia glauca
- Vellozia glochidea
- Vellozia goiasensis
- Vellozia graminea
- Vellozia granulata
- Vellozia grao-mogulensis
- Vellozia grisea
- Vellozia gurkenii
- Vellozia harleyi
- Vellozia hatschbachii
- Vellozia hemisphaerica
- Vellozia hirsuta
- Vellozia hypoxoides
- Vellozia incurvata
- Vellozia intermedia
- Vellozia jolyi
- Vellozia kolbekii
- Vellozia laevis
- Vellozia lilacina
- Vellozia luteola
- Vellozia macedonis
- Vellozia marcescens
- Vellozia maxillarioides
- Vellozia metzgerae
- Vellozia minima
- Vellozia modesta
- Vellozia nanuzae
- Vellozia nivea
- Vellozia nuda
- Vellozia obtecta
- Vellozia ornata
- Vellozia patens
- Vellozia peripherica
- Vellozia pilosa
- Vellozia piresiana
- Vellozia prolifera
- Vellozia pterocarpa
- Vellozia pulchra
- Vellozia pumila
- Vellozia punctulata
- Vellozia pusilla
- Vellozia ramosissima
- Vellozia resinosa
- Vellozia scabrosa
- Vellozia scoparia
- Vellozia sellowii
- Vellozia sessilis
- Vellozia seubertiana
- Vellozia sincorana
- Vellozia spiralis
- Vellozia squalida
- Vellozia squamata
- Vellozia stellata
- Vellozia stenocarpa
- Vellozia stipitata
- Vellozia streptophylla
- Vellozia subalata
- Vellozia sulphurea
- Vellozia swallenii
- Vellozia taxifolia
- Vellozia teres
- Vellozia tertia
- Vellozia tillandsioides
- Vellozia tomeana
- Vellozia tomentosa
- Vellozia torquata
- Vellozia tragacantha
- Vellozia tubiflora
- Vellozia variegata
- Vellozia wasshausenii
- Vellozia verruculosa
- Vellozia viannae
- Vellozia virgata